# Carollia perspicillata
Carollia perspicillata е вид прилеп от семейство Американски листоноси прилепи (Phyllostomidae). Видът не е застрашен от изчезване.

## Разпространение
Разпространен е в Белиз, Боливия, Бразилия, Гватемала, Гвиана, Еквадор, Колумбия, Коста Рика, Мексико, Никарагуа, Панама, Парагвай, Перу, Салвадор, Сейнт Китс и Невис, Суринам, Тринидад и Тобаго, Френска Гвиана и Хондурас.

## Описание
На дължина достигат до 6 cm, а теглото им е около 19,2 g. Имат телесна температура около 36,4 °C.
Продължителността им на живот е около 12,4 години. Популацията на вида е стабилна.